# Siphocampylus leptophyllus
Siphocampylus leptophyllus är en klockväxtart som beskrevs av Ignatz Urban. Siphocampylus leptophyllus ingår i släktet Siphocampylus och familjen klockväxter.
Artens utbredningsområde är Haiti. Inga underarter finns listade i Catalogue of Life.